# جوك بال
جوك بال (بالإنجليزية: Jock Ball)‏ هو لاعب كرة قدم أسترالية أسترالي، ولد في 16 فبراير 1912، وتوفي في 3 يونيو 1993.

## وصلات خارجية
- جوك بال على موقع AustralianFootball.com (الإنجليزية)
- جوك بال على موقع AFLtables.com (الإنجليزية)